# Martin Tschechne
Martin Tschechne (* 1954) ist ein deutscher Journalist, Publizist und Autor.

## Leben
Martin Tschechne ist Sohn des Journalisten und Publizisten Wolfgang Tschechne. Er studierte Psychologie in Trier und an der Emory University in Atlanta, wurde mit der Dissertation Das Kontrollkonzept besonders befähigter Schüler promoviert und absolvierte seine journalistische Ausbildung an der Henri-Nannen-Schule in Hamburg. Er war Redakteur und Reporter beim NDR. 1988 ging er als Redakteur zum Kunstmagazin art und wurde dort 1993 Textchef. Im Jahr 2000 wurde er Leitender Redakteur bei der Hörzu. 2005 ging er als Textchef zu Geo.
Von 2006 bis 2009 war Martin Tschechne Chefredakteur und anschließend Herausgeber des KunstmagazinsWeltkunst in München.
Tschechne ist Jurymitglied für die Vergabe des Wilhelm-Busch-Preises und hielt 2007 die Laudatio auf den Preisträger Vicco von Bülow.

## Veröffentlichungen (Auswahl)
- Das Kontrollkonzept besonders befähigter Schüler. ISKO-Press, Hamburg 1988, ISBN 3-921648-83-1, zugl. Univ. Hamburg, Diss. 1988.
- zus. mit Toma Babovic (Fotos), Sabine Werther (Hrsg.): Auf den Spuren von Wilhelm Busch. Ellert und Richter, Hamburg 2005, ISBN 3-8319-0187-2.
- William Stern in der Reihe Hamburger Köpfe. ZEIT-Stiftung Ebelin und Gerd Bucerius (Hrsg.), Ellert & Richter Verlag, Hamburg 2010, ISBN 978-3-8319-0404-4.
- als Hrsg.: Wir haben die Lösungen: Gespräche über die neue Psychologie und ihre wichtigsten Erkenntnisse. Beltz, Weinheim 2014, ISBN 978-3-407-47240-3.